# بيل ميلر (رامي الرمح)
بيل ميلر (بالإنجليزية: Bill Miller)‏ هو رامي الرمح ‏ أمريكي، ولد في 22 فبراير 1930 في لونسيد في الولايات المتحدة، وتوفي في 27 أكتوبر 2016 في أباتشي جنكشن في الولايات المتحدة.

## وصلات خارجية
- بيل ميلر على موقع اللجنة الأولمبية الدولية (الإنجليزية)
- بيل ميلر على موقع أوليمبيديا (الإنجليزية)